# Agenore Fabbri

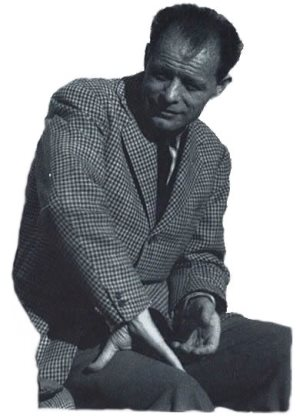
Agenore Fabbri

Agenore Fabbri (Quarrata, 20 maggio 1911 – Savona, 7 novembre 1998) è stato uno scultore e pittore italiano.

## Biografia
A 12 anni si iscrive alla Scuola d'Arti e Mestieri di Pistoia e poi viene ammesso all'Accademia di Belle Arti di Firenze, città in cui si forma frequentando abitualmente l'alveo culturale del Caffè Le Giubbe Rosse, punto di ritrovo degli ermetici (Eugenio Montale, Carlo Bo e altri). Qui entra in contatto con il pittore Ottone Rosai e il poeta Mario Luzi. Nel 1930 incomincia a modellare e a cuocere terre e cinque anni dopo si trasferisce ad Albisola dove, assumendo da principio il ruolo di operaio modellista presso la manifattura di ceramiche La Fiamma, prosegue il suo apprendistato e intraprende un lavoro a soggetto della figura umana e animale con una forte carica espressionista che inserisce il colore e nuove soluzioni come la "riflessatura" nella terracotta. Sempre ad Albisola, dove in quegli anni lavorano i più importanti esponenti del secondo futurismo ancora sotto la guida di Filippo Tommaso Marinetti, allestisce in seguito un piccolo atelier ed entra in contatto prima con Arturo Martini e poi con Lucio Fontana, con cui inizia un rapporto di amicizia che durerà tutta una vita.
Nel 1938 ottiene un discreto successo alla Nazionale di Napoli e all'inizio degli anni quaranta esordisce con mostre personali a Milano, Bergamo e Savona, ma poi deve interrompere l'attività per prestare servizio militare in Jugoslavia. Dal 1946 si stabilisce definitivamente a Milano, mentre nei mesi estivi continua a lavorare ad Albisola, che negli anni del dopoguerra diventa una località di fama internazionale poiché vi operano costantemente artisti come Marino Marini, Giacomo Manzù, Aligi Sassu, alcuni esponenti del gruppo CoBrA tra cui Karel Appel, Guillame Corneille e Asger Jorn, Roberto Matta e Wilfredo Lam e poi Giuseppe Capogrossi, Roberto Crippa, Emilio Scanavino e il giovanissimo enfant prodige Piero Manzoni. Nel 1947 vedono la luce importanti lavori in ceramica e terracotta come Donna del popolo (un titolo suggerito spontaneamente da Picasso), Uomo colpito e La madre, tutti realizzati nella manifattura Mazzotti, di proprietà dell'artista e poeta futurista Tullio d'Albisola con cui organizza il suo primo incontro con Picasso a Vallauris.
Nel 1956, con Aligi Sassu, Giulio Turcato, Tettamanti, Zancanaro e Antonietta Raphaël Mafai compie un viaggio di oltre tre mesi in Cina, dove ha l'occasione di mostrare alcune sue opere a Pechino e in altre città. Successivamente espone con mostre personali negli USA a New York e Filadelfia e in Europa a Londra, Parigi, Stoccolma, Roma e Milano e partecipa alle più importanti rassegne nazionali ed internazionali di scultura: le Biennali di Venezia del 1952 e del 1960 (entrambe con una sala personale) e a quelle del 1959 e del 1964, nonché a numerose edizioni della Quadriennale di Roma e poi ad Anversa, Madrid, Parigi, Zurigo, Atene, L'Aia, Monaco di Baviera, Londra, New York, Boston, Tokyo, San Paolo, Città del Messico, Il Cairo e Alessandria in Egitto.
Dai primi anni '70,  inizia la sua frequentazione del "Centro Cultura Arte Contemporanea  - Balestrini" in Albissola Marina dove intratterrà con Franco Balestrini un rapporto di fraterna amicizia.
Franco Balestrini realizzerà innumerevoli mostre personali di Agenore Fabbri, fino a diventare uno dei più grandi conoscitori dell'intera opera dell'artista, nonché uno dei maggiori collezionisti.
Negli anni ottanta la sua opera viene consacrata soprattutto in Germania con mostre personali al Wilhelm Lehmbruck-Museum di Duisburg, al Museo Ludwig di Colonia e al Museo Sprengel di Hannover.
Dal 1965 diventa membro dell'Accademia nazionale di San Luca istituzione di cui verrà eletto presidente nel 1998, anno della sua morte. Numerosi i premi a partire dal 1939. Fra i tanti riconoscimenti ricordiamo il Premio Internazionale della Scultura di Cannes, nel 1955, un premio acquisto alla quinta edizione del Premio Spoleto, nel 1957 e quelli della Triennale di Milano nella quale ha vinto: Medaglia d'oro, Gran Premio e Gran Premio per la Ceramica.
Il 4 agosto 1998 viene ricoverato per un'emorragia cerebrale all'Ospedale di Savona dove muore il 7 novembre a 87 anni.

## Attività
Il suo lavoro è di genere narrativo con evidenti caratteri espressionisti e con un influsso della plastica popolare che compare in molti lavori della natia Toscana. È noto infatti che la terracotta costituì per Fabbri ai suoi esordi, una sorta di passaggio obbligato: un materiale estremamente povero che però gli permise di apprendere a modellare e dunque a realizzare opere plastiche senza dover sottomettere l'azione artistica alla tirannia dei costi di gestione dei metalli, oberati dagli oneri delle fusioni e delle saldature.
Subito dopo la guerra, che ha segnato per sempre la sua sensibilità, la sua opera si incanala verso una esasperata drammaticità espressiva che non riguarda soltanto gli esseri umani ma dilaga anche nel mondo animale rappresentato in combattimenti e risse con effetti che vanno al di là della seppur esplicita violenza. Poi, negli anni cinquanta e negli anni sessanta, Fabbri si impadronisce del bronzo e del legno: con il primo si esprime attraverso un modellare convulso segnato da profondi solchi sulla figura, con il secondo invece per mezzo di un lavoro di rottura e di sovrapposizione delle superfici che rappresentano il suo contributo alla stagione dell'Arte informale che infatti, proprio in quegli anni, si sviluppa soprattutto in Europa come risposta artistica, di segno astratto e gestuale, alla profonda crisi morale, politica ed ideologica provocata dagli orrori della seconda guerra mondiale. In questo periodo realizza anche numerose opere utilizzando il ferro, stagnato e zincato e l'acciaio.
Nell'ultima fase del suo lavoro Fabbri ritorna dapprima alla propria matrice espressionista e poi, dal 1981 scopre la pittura realizzando opere, come il ciclo dei Giardini Pubblici, che sono finalmente dedicate ad una visione più aperta e commossa della realtà e dell'umano destino e che diventerà preminente nel corso degli anni ottanta, fino a sfociare, nel decennio seguente, in una rievocazione colorata e ludica, caratterizzata anche dall'utilizzo di materiali di “recupero” come sabbia, pietre, stoffe, lattine ecc., della passata esperienza informale.
Agenore Fabbri è inoltre autore di numerose opere monumentali a Milano (Caccia al cinghiale, 1964, giardino della Biblioteca Comunale), Pistoia, Savona (Monumento alla Resistenza in piazza Martiri della Libertà) e di due imponenti bassorilievi in ceramica: Battaglia custodito presso il Museo "Manlio Trucco" di Albisola Superiore e La favola di Orfeo, presso il Polo Tecnologico Libero Grassi di Quarrata (Pistoia).

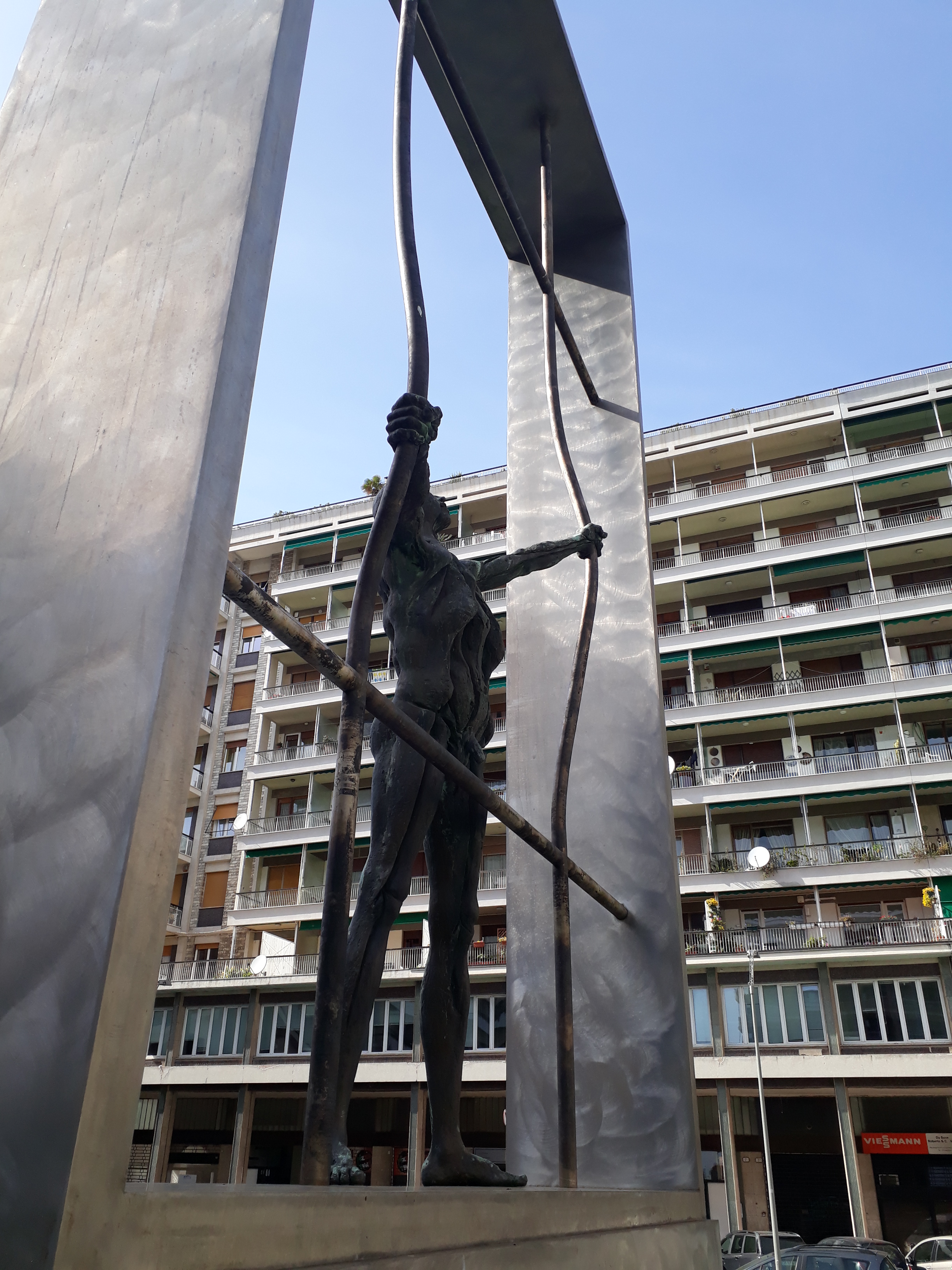
Monumento alla Resistenza in piazza Martiri della Libertà realizzato nel 1974

La Caccia al cinghiale di Agenore Fabbri fotografata da Paolo Monti
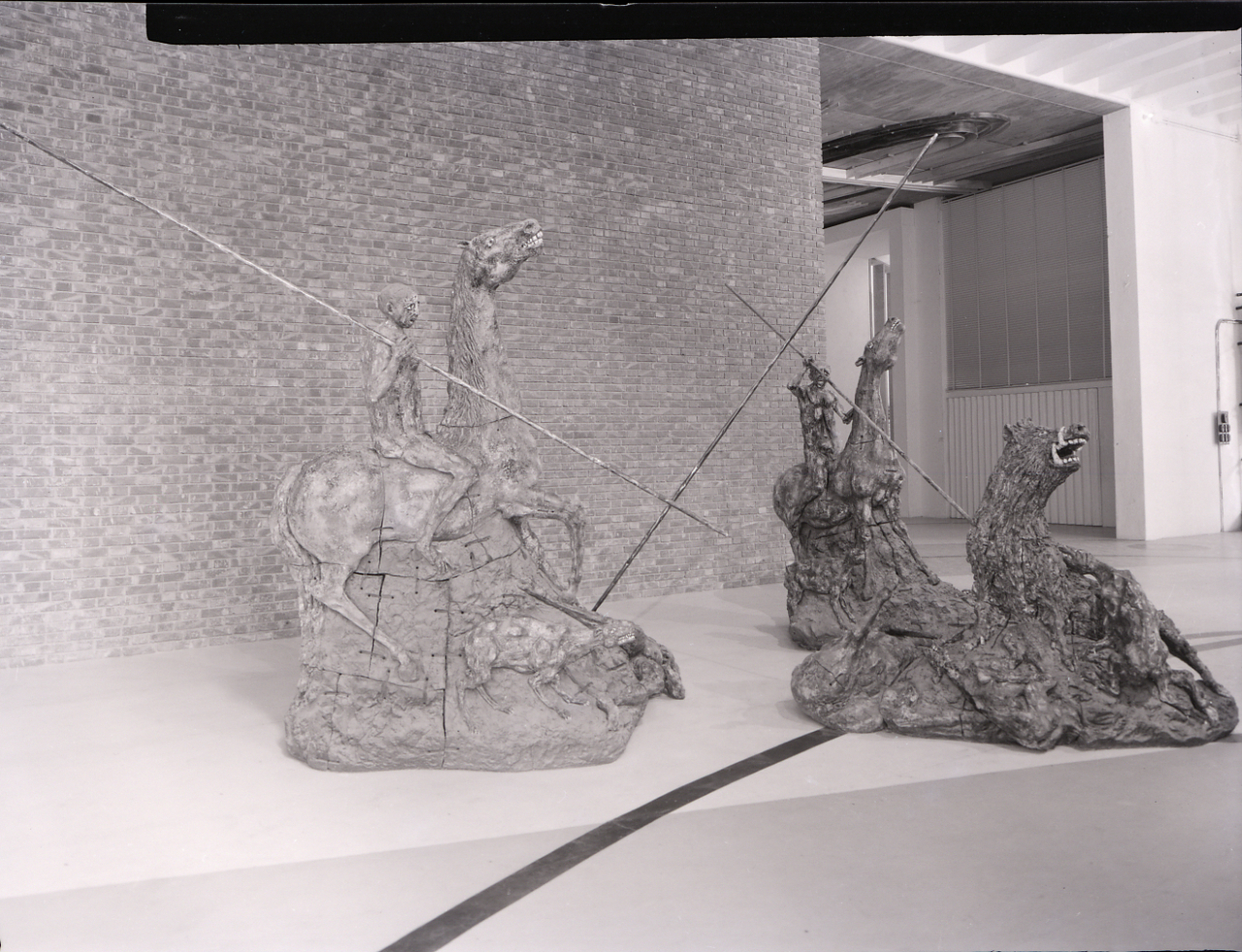
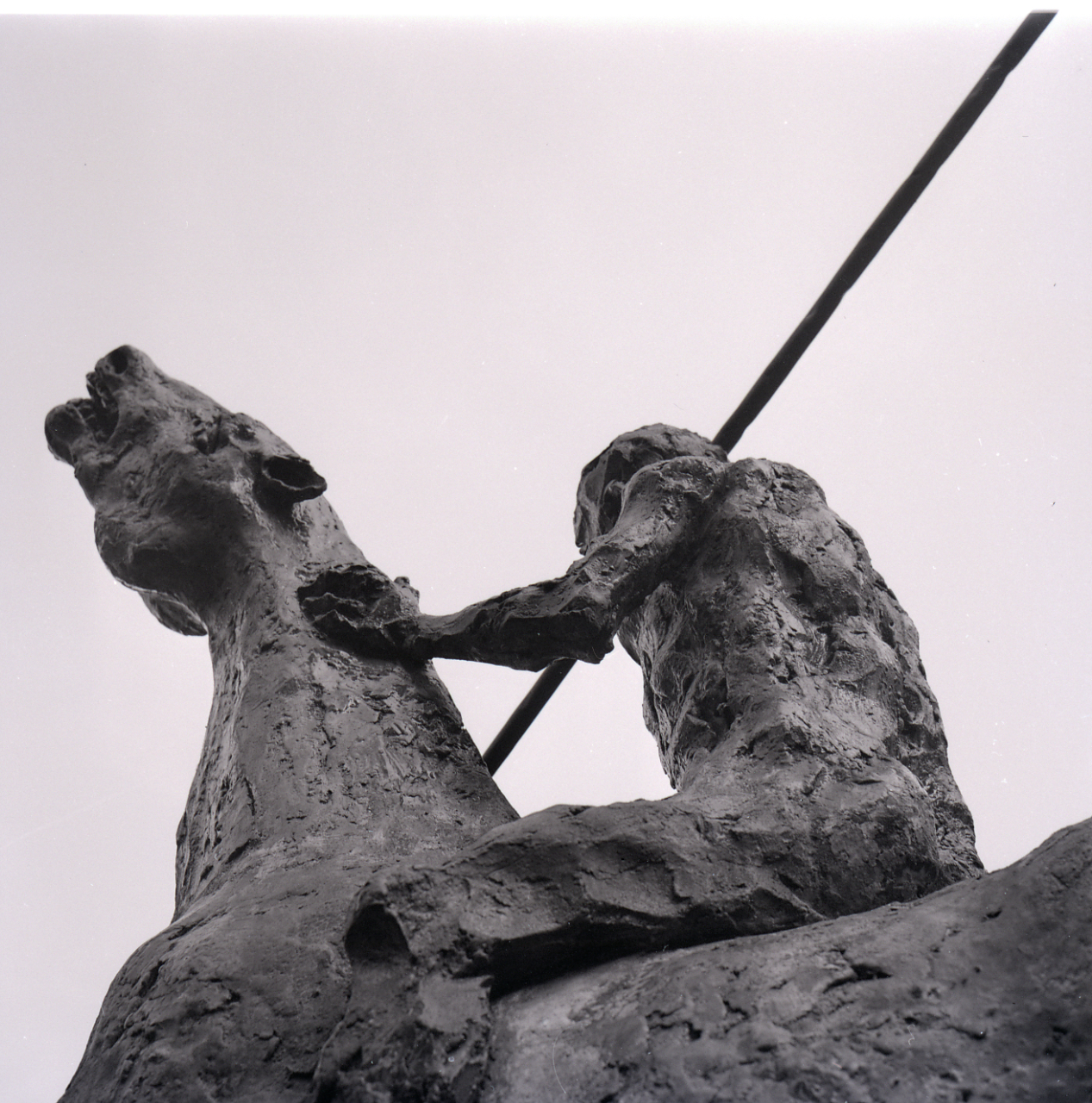
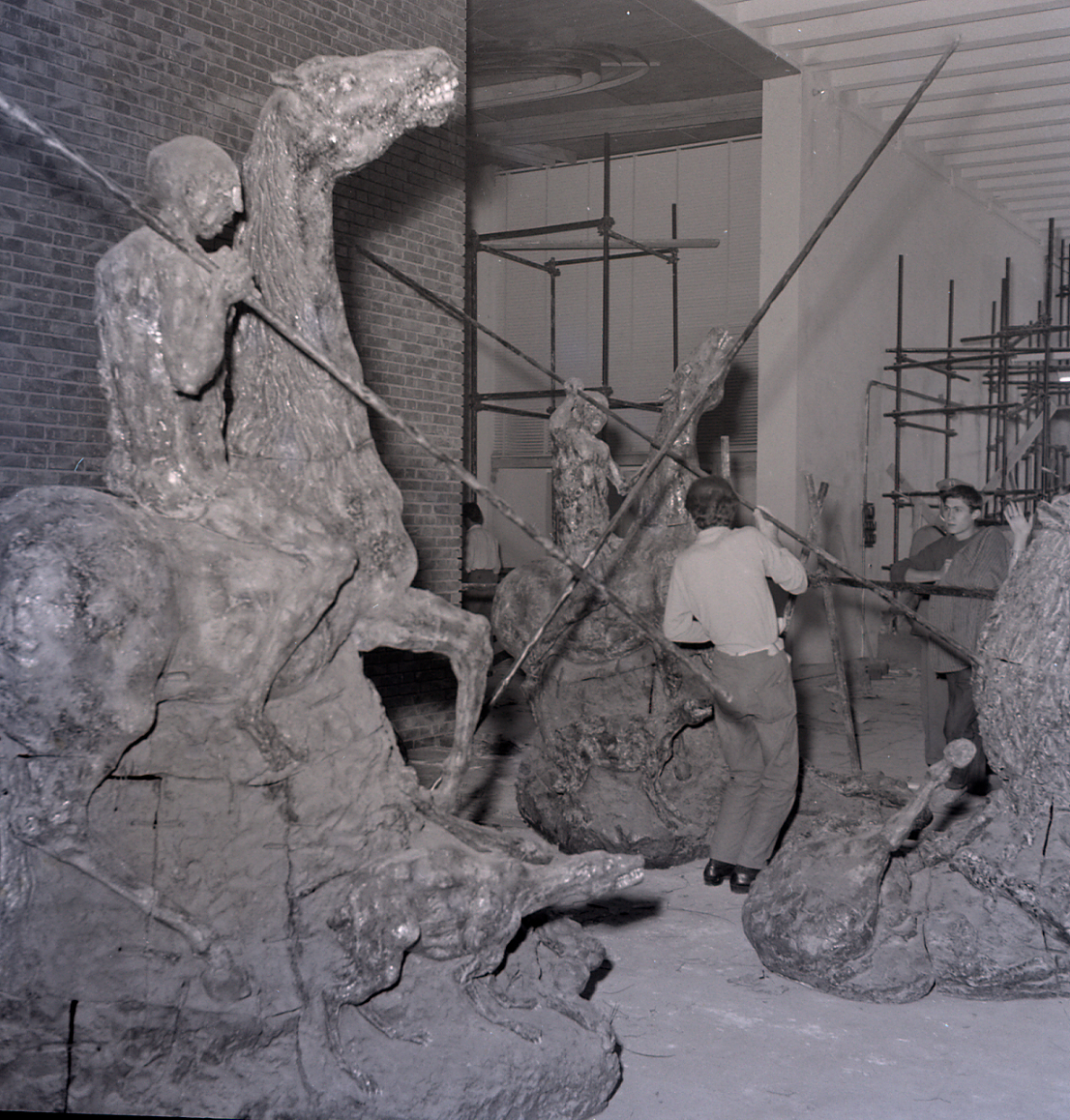